# Spodnja Javoršica
Spodnja Javoršica je naselje v Občini Moravče.